# ماداك
ماداك Madak هو مزيج من الأفيون والتبغ كان يتم استخدامه كمخدر ترفيهي في الصين في القرنين السادس عشر والسابع عشر. ظهرت هذه المادة في المناطق الساحلية الجنوبية في النصف الأول من القرن السابع عشر. وفي الربع الأخير من القرن الثامن عشر، تم التخلص منها تدريجيا بواسطة الأفيون الخام حيث أن حظر ماداك في عام 1729 يمكن انه كان عاملاً مساهماً في زيادة شعبية التدخين بالأفيون النقي.
تم تقديم الأفيون الخام في الصين عبر التجار العرب. بدلاً من تناول الأفيون الخام المرّ، حاول الصينيون التدخين بخلط الأفيون بمواد أخرى. ووفقًا لدراسة ديكوتر وآخرين، تم تقديم التدخين بمزيج من الأفيون والتبغ في الصين بواسطة تجار هولنديين بين عامي 1624 و1660. تم إعداد ماداك عن طريق مزج الأفيون من جاوة مع القنب والأعشاب الصينية المحلية، ثم غلي المزيج في احواض، وأخيرًا يتم خلطه مع التبغ. ويتم تدخينه في أنابيب البامبو مع مرشحات من ألياف جوز الهند.
اقتصر الإدمان الجديد على الإقليم الساحلي حول مضيق تايوان، وتفشى انتشاره بصورة أكبر بواسطة الحرب الأهلية التي رافقت سقوط سلالة مينغ. لم تكن الحكومة الجديدة لسلالة تشينغ على علم بماداك حتى عام 1683. استمرت صناعة الأفيون المربحة في الانتشار على طول ساحل جنوب الصين، على الرغم من عدم معرفة التسلسل الزمني الدقيق لهذا الانتشار.
بحلول عام 1720، رأت الحكومة التدخين بماداك على أنه ظاهرة اجتماعية شريرة تفسد ليس فقط الطبقات الأدنى، ولكن أيضًا "الأسر الجيدة". وتم اعتبار مقاهي التدخين التي كانت حيث يجتمع الناس في الليل، خطرة مثل طوائف الهرطقة والتآمرات السياسية. وفي عام 1729، حظر الإمبراطور يونغ تشنغ التدخين الترفيهي بماداك. ولكن الاستخدام الطبي للمادة بقي مسموحًا به.
وفقًا لدراسة ديكوتر وآخرين، كان الحظر موجهًا ضد التدخين بماداك ليس فقط بوصفه شكلًا خطيرًا للحياة الاجتماعية غير المقبولة والمخيفة من قبل "المدينة المحرمة" (وبالتالي كان مماثلًا للرسالة البحثية "تقرير مضاد للتدخين" التي كتبها جيمس الأول ملك إنجلترا منذ قرن).
كان لدى ماداك "قاعدة استهلاك ضيقة جدًا" تقتصر على إقليمي فوجيان وقوانغدونغ وتايوان. وفقًا لسجلات هولندية، كان الاستهلاك الأعلى اقل من 12 طنًا من الأفيون سنويًا.
امتثلت شركة الهند الشرقية البريطانية للحظر حتى عام 1780؛ لكن السفن التجارية البرتغالية استمرت في تسليم كميات صغيرة من الأفيون "الطبي"، وفي عام 1780 واجهت شركة الهند الشرقية البريطانية أزمة مالية ملحة فلجأت إلى تهريب الأفيون. لكنه لم يباع على الإطلاق: حيث ان فقط 15٪ من الشحنة الإنجليزية وجدت عملاء داخل الصين. ومع ذلك، في العقدين التاليين إنتشر استهلاك الأفيون بسرعة, واستبدل الصينيون ماداك بالأفيون الخام؛ بينما استمرت ماداك في الاستخدام المحدود بواسطة الشعب الماليزي. وفي عام 1793، احتكرت شركة الهند الشرقية البريطانية امتيازًا في تجارة الأفيون المربحة إلى الصين. وحظرت الحكومة الصينية الأفيون في عام 1796، مما دفع بالسوق إلى الإنحدار. واستنتج المؤرخ شياو ييشان أن زيادة استهلاك الأفيون كانت متأثرة مباشرة بحظر عام 1729. ووفقًا لدراسة ديكوتر وآخرين، تبقى أسباب هذا التغيير مجهولة تمامًا.